# Барзегар, Мансур
Мансур Барзегар (перс. منصور برزگر‎, род. 28 февраля 1947, Тегеран) — иранский борец вольного стиля, чемпион мира и Азиатских игр, призёр Олимпийских игр.

## Биография
Родился в Тегеране. В 1972 году принял участие в Олимпийских играх в Мюнхене, но занял там лишь 5-е место. В 1973 году стал чемпионом мира. В 1974 году завоевал золотую медаль Азиатских игр. В 1975 году стал обладателем серебряной медали чемпионата мира. В 1976 году завоевал серебряную медаль Олимпийских игр в Монреале. В 1977 году вновь стал обладателем серебряной медали чемпионата мира.